# Фонетичний алфавіт
Фонетичний алфавіт — стандартизований (для певної мови/організації) спосіб прочитання літер алфавіту. Застосовується у радіозв'язку для передачі написання складних слів, скорочень тощо з метою зменшення кількості помилок.

## Приклади
| Буква | Український  | російський       |
| ----- | ------------ | ---------------- |
| А     | Андрі́й       | Анна             |
| Б     | Богда́н       | Борис            |
| В     | Васи́ль       | Василий          |
| Г     | Григо́рій     | Григорий, Галина |
| Ґ     | Ґу́дзик       | -                |
| Д     | Дмитро́       | Дарья            |
| Е     | Ене́й         | Елена            |
| Є     | Євге́н        | -                |
| Ж     | Жук          | Женя             |
| З     | Зено́вій      | Зинаида, Зина    |
| И     | І́грек        | -                |
| І     | Іва́н         | Иван             |
| Ї     | Їжа́к         | -                |
| Й     | Йо́сип        | Иван краткий     |
| К     | Кілова́т      | Константин       |
| Л     | Левко́        | Леонид           |
| М     | Марі́я        | Михаил           |
| Н     | Ната́лка      | Николай          |
| О     | О́льга        | Ольга            |
| П     | Павло́, Петро́ | Павел            |
| Р     | Рома́н        | Роман, Радио     |
| С     | Степа́н       | Семён, Сергей    |
| Т     | Тара́с        | Татьяна, Тамара  |
| У     | Украї́на      | Ульяна           |
| Ф     | Фе́дір        | Фёдор            |
| Х     | Христи́на     | Харитон          |
| Ц     | Центр        | Цапля            |
| Ч     | Чолові́к      | Человек          |
| Ш     | Шу́ра         | Шура             |
| Щ     | Щу́ка         | Щука             |
| Ъ     | -            | Твёрдый знак     |
| Ы     | -            | Бры, Еры         |
| Ь     | Знак (Ікс)   | Мягкий знак      |
| Э     | -            | Эхо              |
| Ю     | Ю́рій         | Юрий             |
| Я     | Я́ків         | Яков             |

1. ↑  Українські радіоаматори запропонували приклад слова, що «починається з подвоєної літери Ь» — Ксьонз (латинська літера ікс є еквівалентом української ь у телеграфному коді)[джерело?].